# Stimmloser bilabialer Plosiv
Der stimmlose bilabiale Plosiv (ein stimmloser, mit beiden Lippen gebildeter Verschlusslaut) ist ein Konsonant, der artikuliert wird, indem die Luft hinter den geschlossenen Lippen gestaut wird und plötzlich entweicht, während die Stimmlippen ruhen.

## Varietäten
| Beschreibung                   | IPA |
| ------------------------------ | --- |
| aspiriert                      | pʰ  |
| labialisiert                   | pʷ  |
| palatalisiert                  | pʲ  |
| keine hörbare Verschlusslösung | p̚   |
| stimmhaft                      | p̌   |
| tensed                         | p͈   |
| ejektiv                        | pʼ  |

## Sprachen
Lautliche und orthographische Realisierung des stimmlosen bilabialen Plosivs in verschiedenen Sprachen:
- Deutsch [p, pʰ]: P, p
- Englisch [p, pʰ]: P, p
- Französisch [⁠p⁠]: P, p
- Altgriechisch [⁠p⁠]: Π (U+03A0), π (U+03C0); [pʰ]: Φ, φ
- Neugriechisch [⁠p⁠]: Π (U+03A0), π (U+03C0)
- Hindi: प (U+092A)
- Italienisch [⁠p⁠]: P, p
- Russisch: П (U+041F), п (U+043F)
- Spanisch [⁠p⁠]: P, p
- Persisch [p, pʰ]: پ

| Pulmonale Konsonanten gemäß IPA (2005) | bilabial | bilabial | labio- dental | labio- dental | dental | dental | alveolar | alveolar | post- alveolar | post- alveolar | retroflex | retroflex | palatal | palatal | velar | velar | uvular | uvular | pha- ryngal | pha- ryngal | glottal | glottal |
| --- | -------- | -------- | ------------- | ------------- | ------ | ------ | -------- | -------- | -------------- | -------------- | --------- | --------- | ------- | ------- | ----- | ----- | ------ | ------ | ----------- | ----------- | ------- | ------- |
| Pulmonale Konsonanten gemäß IPA (2005) | stl.     | sth.     | stl.          | sth.          | stl.   | sth.   | stl.     | sth.     | stl.           | sth.           | stl.      | sth.      | stl.    | sth.    | stl.  | sth.  | stl.   | sth.   | stl.        | sth.        | stl.    | sth.    |
| Plosive | p        | b        |               |               |        |        | t        | d        |                |                | ʈ         | ɖ         | c       | ɟ       | k     | ɡ     | q      | ɢ      |             |             | ʔ       |         |
| Nasale |          | m        |               | ɱ             |        |        |          | n        |                |                |           | ɳ         |         | ɲ       |       | ŋ     |        | ɴ      |             |             |         |         |
| Vibranten |          | ʙ        |               |               |        |        |          | r        |                |                |           |           |         |         |       |       |        | ʀ      |             |             |         |         |
| Taps/Flaps |          |          |               | ⱱ             |        |        |          | ɾ        |                |                |           | ɽ         |         |         |       |       |        |        |             |             |         |         |
| Frikative | ɸ        | β        | f             | v             | θ      | ð      | s        | z        | ʃ              | ʒ              | ʂ         | ʐ         | ç       | ʝ       | x     | ɣ     | χ      | ʁ      | ħ           | ʕ           | h       | ɦ       |
| laterale Frikative |          |          |               |               |        |        | ɬ        | ɮ        |                |                |           |           |         |         |       |       |        |        |             |             |         |         |
| Approximanten |          |          |               | ʋ             |        |        |          | ɹ        |                |                |           | ɻ         |         | j       |       | w¹    |        |        |             |             |         |         |
| laterale Approximanten |          |          |               |               |        |        |          | l        |                |                |           | ɭ         |         | ʎ       |       | ʟ     |        |        |             |             |         |         |
| ¹Als stimmhafter velarer Approximant (Halbvokal) wurde hier die labialisierte Variante [w] eingefügt, anstatt der nicht labialisierten Variante [ɰ]. |          |          |               |               |        |        |          |          |                |                |           |           |         |         |       |       |        |        |             |             |         |         |